# Garcinia sessilis
Garcinia sessilis là một loài thực vật có hoa trong họ Bứa. Loài này được (G.Forst.) Seem. mô tả khoa học đầu tiên năm 1862.

## Hình ảnh

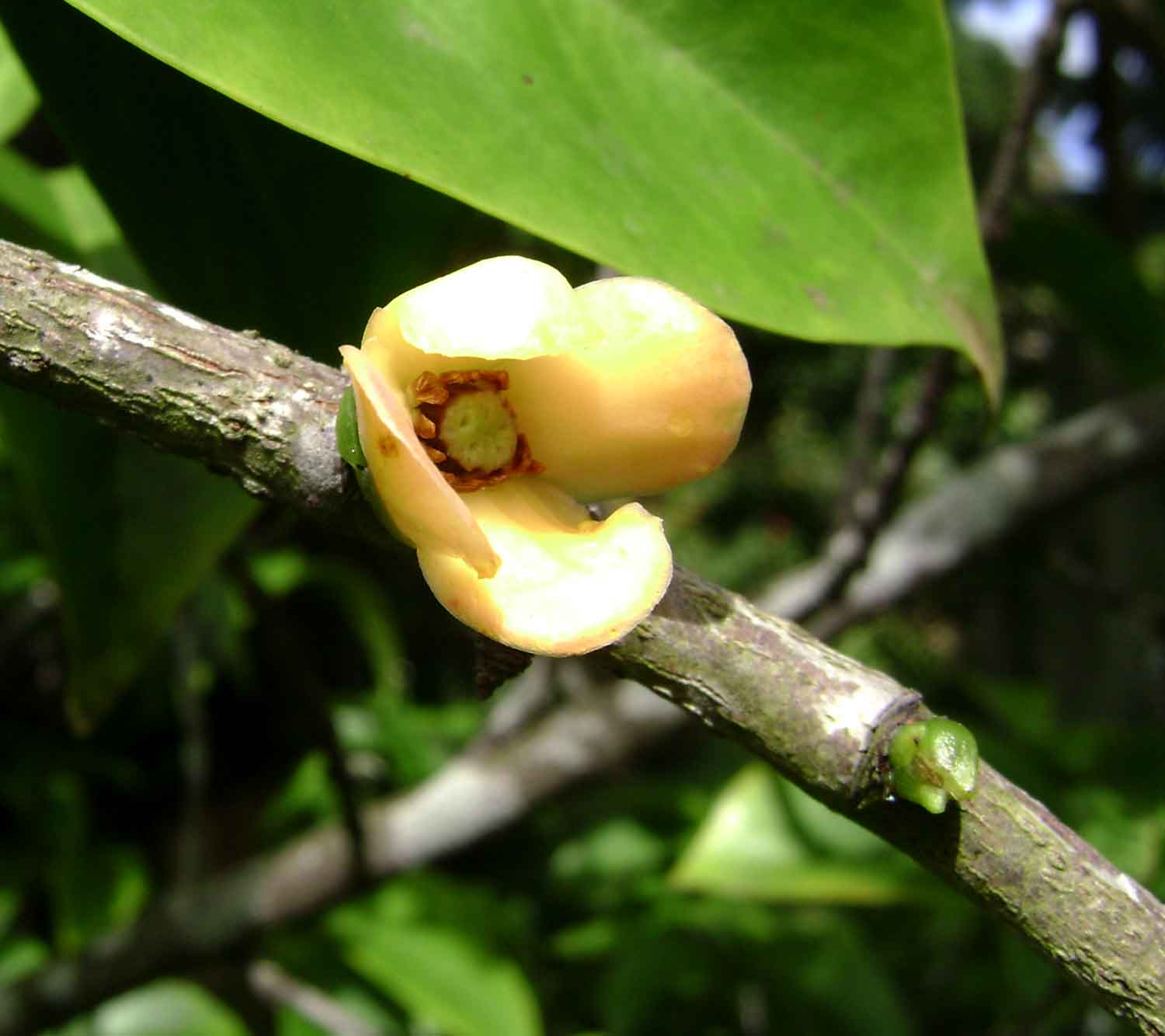
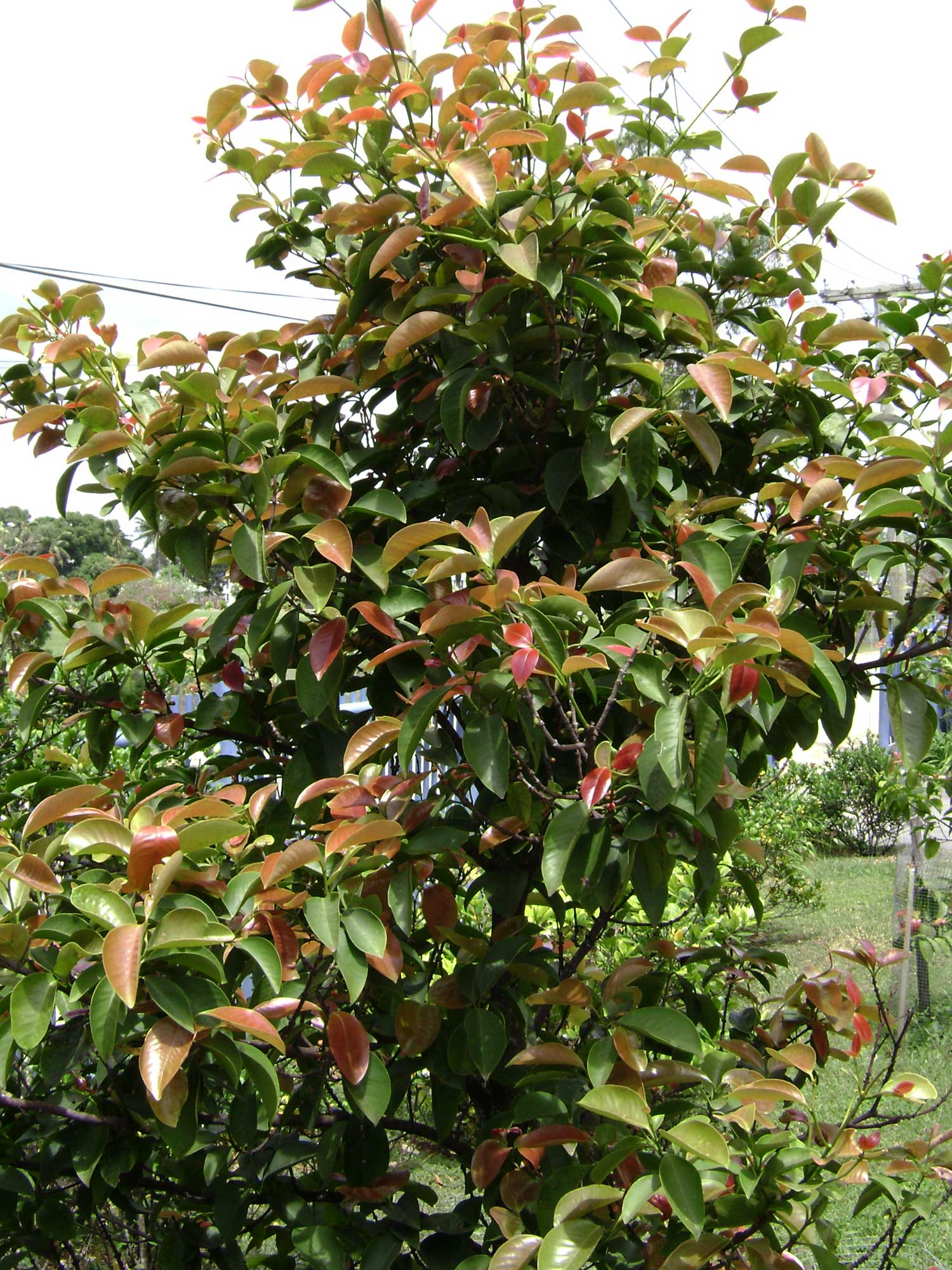